# Steins;Gate 0
Steins;Gate 0 (яп. シュタインズ・ゲート ゼロ Сютайндзу гэ: то дзэро) — японский визуальный роман, созданный компаниями 5pb. и Nitroplus. Является мидквелом Steins;Gate (2009). Является пятой игрой в серии Science Adventure. Игра была выпущена в Японии 10 декабря 2015 на Playstation 3, Playstation 4, Playstation Vita, 26 августа 2016 — для операционной системы Windows, 22 февраля 2017 для Xbox One и 20 марта 2019 для Nintendo Switch. 9 мая 2018 локализация ПК версии на английский язык вышла на площадке Steam.
Манга-приквел Таки Химэно была выпущена в 2017 году, а аниме-адаптация от студии White Fox — весной 2018.
Рассказ новеллы ведётся от лица обычного студента Ринтаро Окабэ, путешественника во времени Судзухи Аманэ и нейробиолога Махо Хиядзё.  После знакомства с Махо и её руководителем из университета Алексисом Лескиненом, Окабэ соглашается тестировать искусственный интеллект (ИИ) системы Amadeus («Амадей»). В процессе чтения игрок может действовать на развитие сюжета, отвечая (или не отвечая) на звонки и сообщения. Всего в игре две основные ветви, приводящие к разным к концовкам, в которых есть также и дополнительные.
Игра написана Тиёмару Сикурой с использованием CD-драм и лайт-новелл как основы для разных рутов, но не является прямой адаптацией их, поскольку имеет собственный сценарий. Звуковое сопровождение к игре писал Такэси Або.

## Игровой процесс

Игрок может общаться с персонажами при помощи мессенджера RINE. На полученные сообщения можно ответить либо одним из стикеров, либо одним из вариантов сообщений.

Как и во многих визуальных новеллах, игровой процесс в Steins;Gate 0 довольно прост, большую часть времени игрок тратит на чтение текста, представляющего из себя диалог между персонажами или мысли главного героя. По ходу игры игроку предоставляется выбор дальнейшего развития сюжета. Выбор может быть представлен в виде ответов в ходе диалога, или же в виде действий, принимаемых игроком в различных сценах.
В Steins;Gate 0 игрок может влиять на ход сюжета при помощи «телефонного триггера». Эта система уже появлялась в Steins;Gate, но в Steins;Gate 0 она была переработана и улучшена. Теперь главный герой может общаться с другими персонажами при помощи мессенджера RINE, а также разговаривать с цифровой версией Курису при помощи приложения Amadeus.

## Сюжет
См. также Сюжет Steins;Gate.
Игра начинается во время концовки Steins;Gate, где Судзуха отправилась в 2010 год на машине времени, созданной её отцом, чтобы встретиться с Окабэ для предотвращения гонки вооружений во времени, приведшей к Третьей мировой войне. Для этого Окабэ необходимо остановить отца Курису Макисэ, доктора Накабати, от убийства дочери и передачи ее теорий о машине времени в Россию. Судзуха перемещает Окабэ к моменту убийства, но он случайно сам убивает Курису из-за сближения мировой линии. Он отказывает в просьбах Судзухи попробовать снова и испытывает посттравматическое стрессовое расстройство.
Окабэ посещает презентацию системы «Амадей» коллег Курису по работе Махо и доктора Лескинена, которая использует оцифрованные воспоминания как воплощения искусственного интеллекта; одно воплощение было создано на основе реальной Курису. В ходе беседы с ними Окабэ становится испытателем для «Амадея». Это позволяет ему контактировать с ИИ на основе памяти Курису с помощью смартфона. Не теряя попыток поменять мнение Окабэ, Судзуха ищет приёмную дочь Маюри Кагари, которая исчезла, когда они переместились в 1998 год. Махо, у которой есть жёсткий диск Курису, хочет получить доступ к её теориям; Россия, другие страны и группы, включая СЕРН, также ведут охоту за теориями машин времени и мировых линий, надеясь найти ключи к ним в работах и воспоминаниях Курису.

## Отзывы
| Сводный рейтинг    | Сводный рейтинг     |
| Агрегатор          | Оценка              |
| ------------------ | ------------------- |
| GameRankings       | 80,31 %             |
| Иноязычные издания |                     |
| Издание            | Оценка              |
| Famitsu            | 35/40 (10, 8, 9, 8) |

В первый день выхода игры в Японии было продано более 100 000 копий, на данный момент продано уже более миллиона копий. Игровой сайт Kotaku включил Steins;Gate 0 в список лучших японских игр 2015 года.

## Аниме
11 апреля 2018 года вышла первая серия одноимённого аниме-сериала, являющегося адаптацией визуальной новеллы.